# Звездочёт (рыбка)

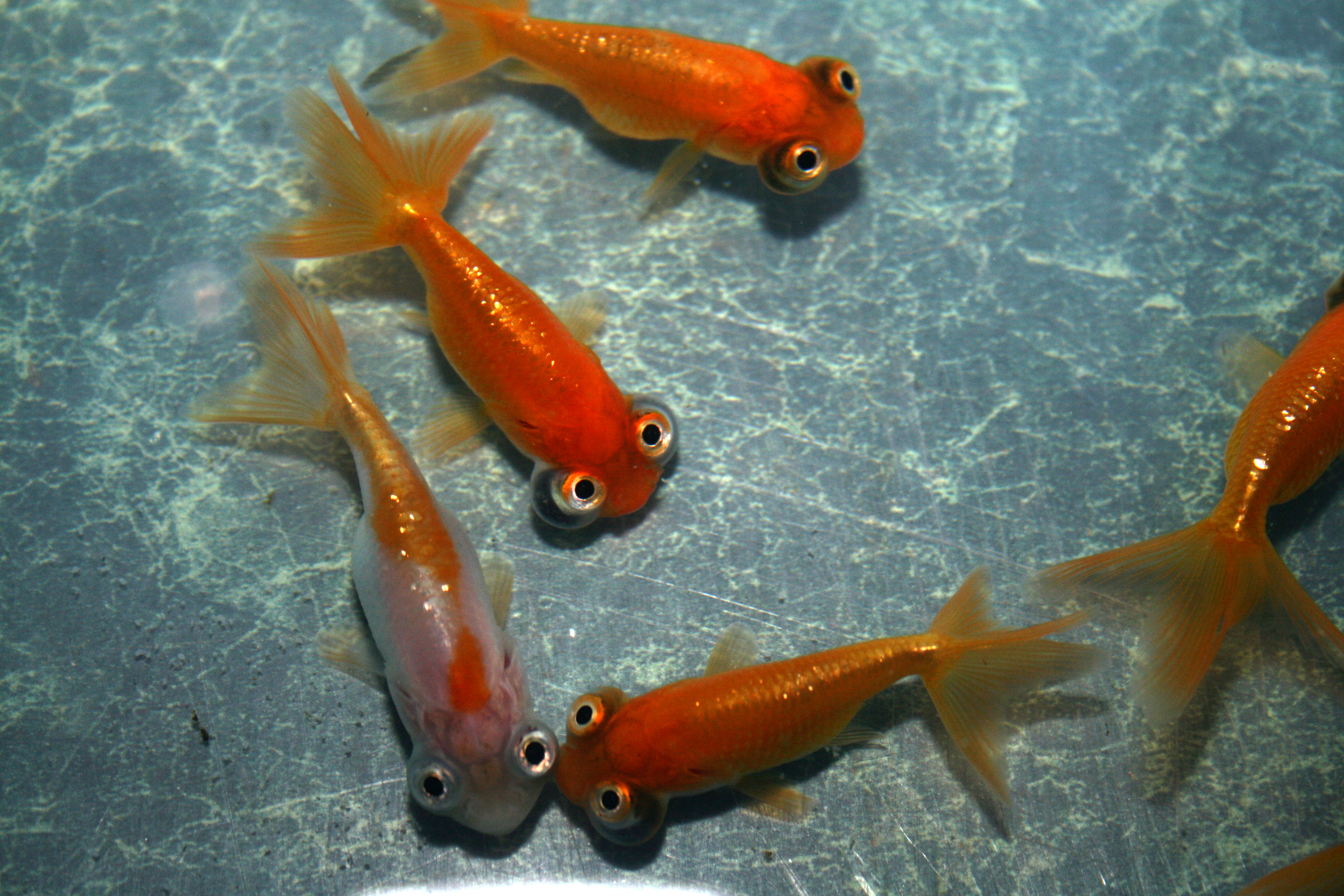
Группа рыб

«Небесное око» или «звездочёт» — одна из искусственно культивированных декоративных пород аквариумной «золотой рыбки» (лат. Carassius gibelio forma auratus (Bloch, 1782)), отличающийся глазами направленными вверх — в небо; устойчивая разновидность телескопов.

## История происхождения
Золотые рыбки без верхнего плавника появились в начале 18-го века. Среди рисунков, присланных из Китая в Париж в 1772 году, изображено несколько рыб с округлым телом и без верхнего плавника; с обращенным кверху глазами. Существует сказание о происхождении этой породы: они содержались в буддистских монастырях Кореи и глаза, повёрнутые вверх, давали возможность рыбе смотреть на Бога.
Своеобразного перемещения глаз при их увеличенных размерах было сложно добиться селекцией, секрет такого изменения держался в строжайшем секрете. Вероятно, несколько экземпляров были выкрадены, и выяснилось, что особенности формы глаз рыбы были достигнуты содержанием «звездочётов — небесное око» в непрозрачных фарфоровых сосудах, куда очень слабый свет проникал лишь сверху.
Данная порода рыбок была всегда очень популярна среди буддистских монахов, которые разводят её в парковых прудах старых и новых монастырей.

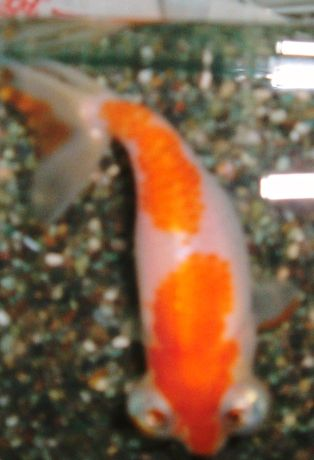
Небесное око

## Описание
Длина — до 15 см. Голова и носовая часть этой золотой рыбки короткие. Спинной плавник отсутствует. Хвостовые плавники пышные и раздвоены — рассечены посредине. Огромные, окаймлённые кожей и соединительной тканью роговиц глаза, направлены вверх зрачками.